# Hudson Custom Six
La Custom Six è un'autovettura prodotta dalla Hudson dal 1936 al 1938. Successe alla Big Six e rappresentò, finché fu in commercio, il modello più economico della gamma Hudson.

## Storia
Il telaio fu inizialmente disponibile in una sola versione, che aveva un passo 3.048 mm. Il motore installato era un sei cilindri in linea a valvole laterali da 3.474 cm³ di cilindrata avente un alesaggio di 76,2 mm e una corsa di 127 mm, che erogava 93 CV di potenza. Era opzionale una sua versione che sviluppava 100 CV. La frizione era monodisco a umido, mentre il cambio era a tre rapporti. La trazione era posteriore. I freni erano idraulici sulle quattro ruote. Il cambio automatico era offerto come optional.
Nel 1937 il passo crebbe a 3.099 mm. Nell'occasione fu anche aggiornata la linea e migliorato il motore, la cui potenza raggiunse i 101 CV. Nel 1938 la linea fu aggiornata nuovamente. La Custom Six uscì di produzione nel 1938 venendo sostituita dalla Country Club Six.